# Volsted
Volsted er en forteby i Himmerland med 148 indbyggere (2008). Volsted er beliggende fem kilometer øst for Støvring, fem kilometer syd for Ferslev og 19 kilometer syd for Aalborg. Landsbyen hører under Aalborg Kommune og er beliggende i Volsted Sogn.
Volsted er en af landets største og mest velbevarede fredede fortebyer. Den store forte skaber et voluminøst rum mellem husene i Volsted, og den oprindelige struktur af gårde omkring den fredede forte er stort set uændret.
Bebyggelsen består ældre tre- eller firelængede gårde, ældre landsbyhuse og villaer samt enkelte nyere parcelhuse, hvor gårdene er en del af den bevaringsværdige fortestruktur.
Landsbyen har et forsamlingshus og Volsted Kirke fra 1100-tallet ligger i landsbyens udkant. 